# Мидланд (Арканзас)
Мидланд (енгл. Midland) град је у америчкој савезној држави Арканзас.

## Демографија
По попису из 2010. године број становника је 325, што је 72 (28,5%) становника више него 2000. године.
| Група             | 2000.       | 2010.       |
| Белци             | 240 (94,9%) | 292 (89,8%) |
| Афроамериканци    | 1 (0,4%)    | 1 (0,3%)    |
| Азијати           | 0 (0,0%)    | 3 (0,9%)    |
| Хиспаноамериканци | 5 (2,0%)    | 16 (4,9%)   |
| Укупно            | 253         | 325         |